# Chlordan

Strukturní vzorec trans

Strukturní vzorec cis

Chlordan (plným chemickým názvem 1,2,4,5,6,7,8,8-oktachlor-3a,4,7,7a-tetrahydro-4,7-methanoindan) je pesticid, který se používal zejména v zemědělství k ošetření obilí a citrusů a v domácnostech proti termitům.
V čisté formě je chlordan bílá krystalická látka s mírně štiplavým zápachem.
V České republice nebyl nikdy vyráběn ani používán. V USA byl zakázán v roce 1988, ale v některých zemích se dodnes používá. [zdroj?]
Jako perzistentní organická látka je mezinárodně regulován Stockholmskou úmluvou.

## Jiné názvy
- chlordane
- chlorindan
- chlorotox
- kypchlor
- oktaterr
- ortho-klor
- velsicol 1068.